# Zorocrates sotano
Zorocrates sotano is een spinnensoort uit de familie Zoropsidae. De soort komt voor in Mexico.